# Baccio Bandinelli
Pour les articles homonymes, voir Bandinelli et Bandelli.
 (novembre 2020).
Si vous disposez d'ouvrages ou d'articles de référence ou si vous connaissez des sites web de qualité traitant du thème abordé ici, merci de compléter l'article en donnant les références utiles à sa vérifiabilité et en les liant à la section « Notes et références ».
Baccio Bandinelli, Bartolomeo Bandinelli ou Bandelli, ou encore Bartolomeo Brandini (né à Florence le 7 octobre 1488 - mort le 7 février 1560 dans cette même ville), est un sculpteur et peintre italien de la Renaissance qui exerça à Florence, Gênes, Rome et Lorette. Il fut le rival malheureux de Michel-Ange puis celui un peu plus heureux de Benvenuto Cellini.

## Biographie
Fils d’un orfèvre florentin, Michelangelo Brandini, il fut envoyé pour étudier le dessin et la peinture, mais c’est dans la sculpture qu’il découvrit son talent, donc il se consacra seulement à cet art.

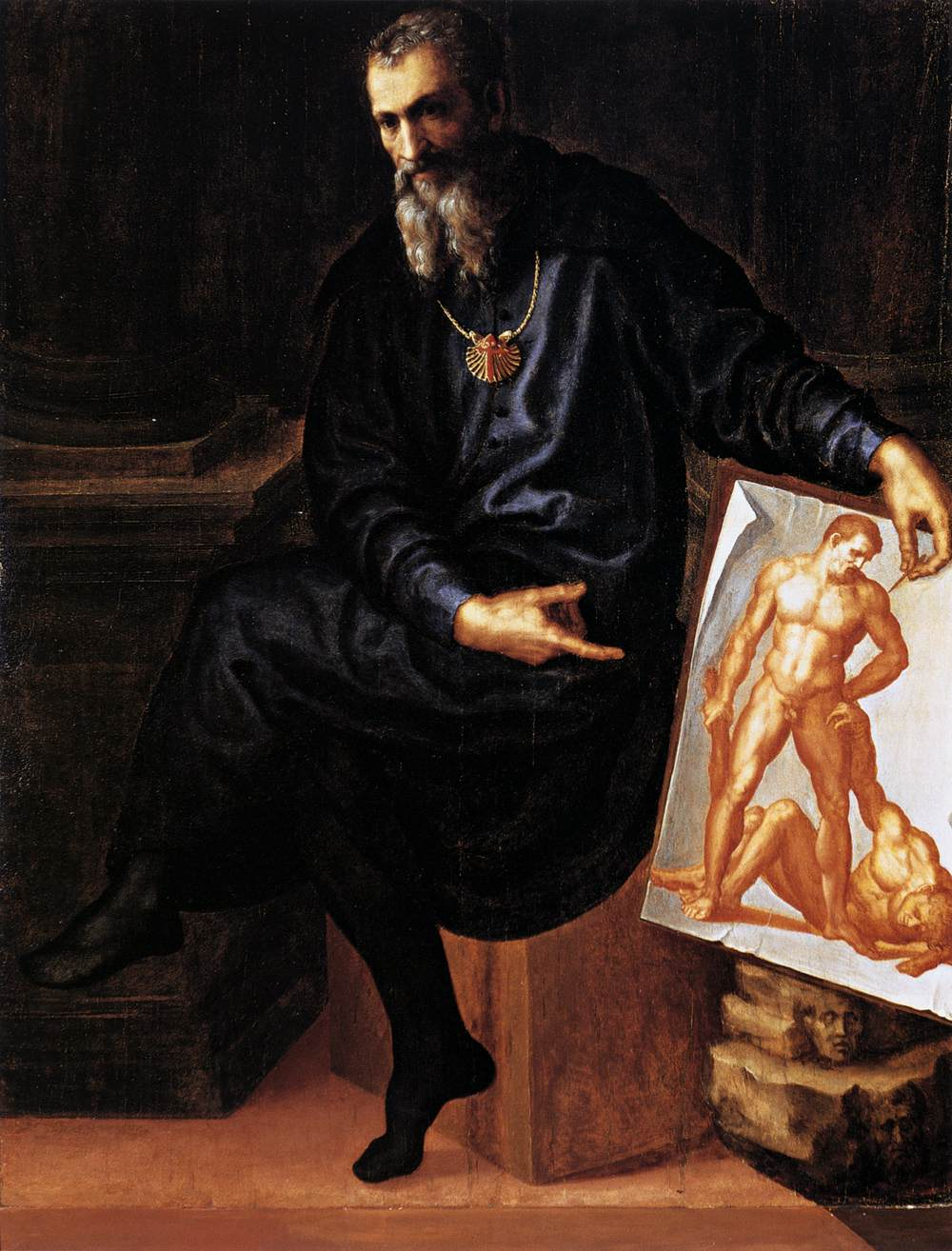
Autoportrait de Baccio Bandinelli, env. 1530, Isabella Stewart Gardner Museum à Boston.

Membre de l'école de Giovanni Francesco Rustici où il connut Léonard de Vinci, il échoue dans la peinture et étudie les ouvrages de Donatello et de Verrocchio.
Giorgio Vasari rapporte que la dévotion envers le Buonarroti débouche sur l’envie, avec l’épisode des dessins de la bataille de Cascina, une fresque que Michel-Ange aurait dû réaliser pour le Palazzo Vecchio. Les dessins étaient exposés au Palazzo Medici et de nombreux jeunes artistes allaient les étudier et les copier, parmi lesquels Baccio Bandinelli.
En 1518, il est à Lorette où il réalise une grande partie de la sculpture du panneau relatif à la Naissance de la Vierge pour le revêtement en marbre de la Sainte Maison.
Il travailla à Gênes, où lui fut commandée la statue inachevée d’Andrea Doria, qui resta à Carrare à l’état d’ébauche (utilisée pour embellir la fontaine du Géant placée sur la piazza del Duomo)
À Rome, il exécute la maquette du San Michele qui doit figurer au sommet du Castel Sant'Angelo.
En 1530, Charles Quint le fait chevalier de San Jacopo. Pour fournir les preuves de noblesse (qu’il n’avait pas), il chargea le lettré A. F. Doni de lui fournir une attestation des Bandinelli de Sienne d’appartenir à leur famille et à cette occasion il changea de nom de famille. L’épisode lui vaudra plusieurs satires.

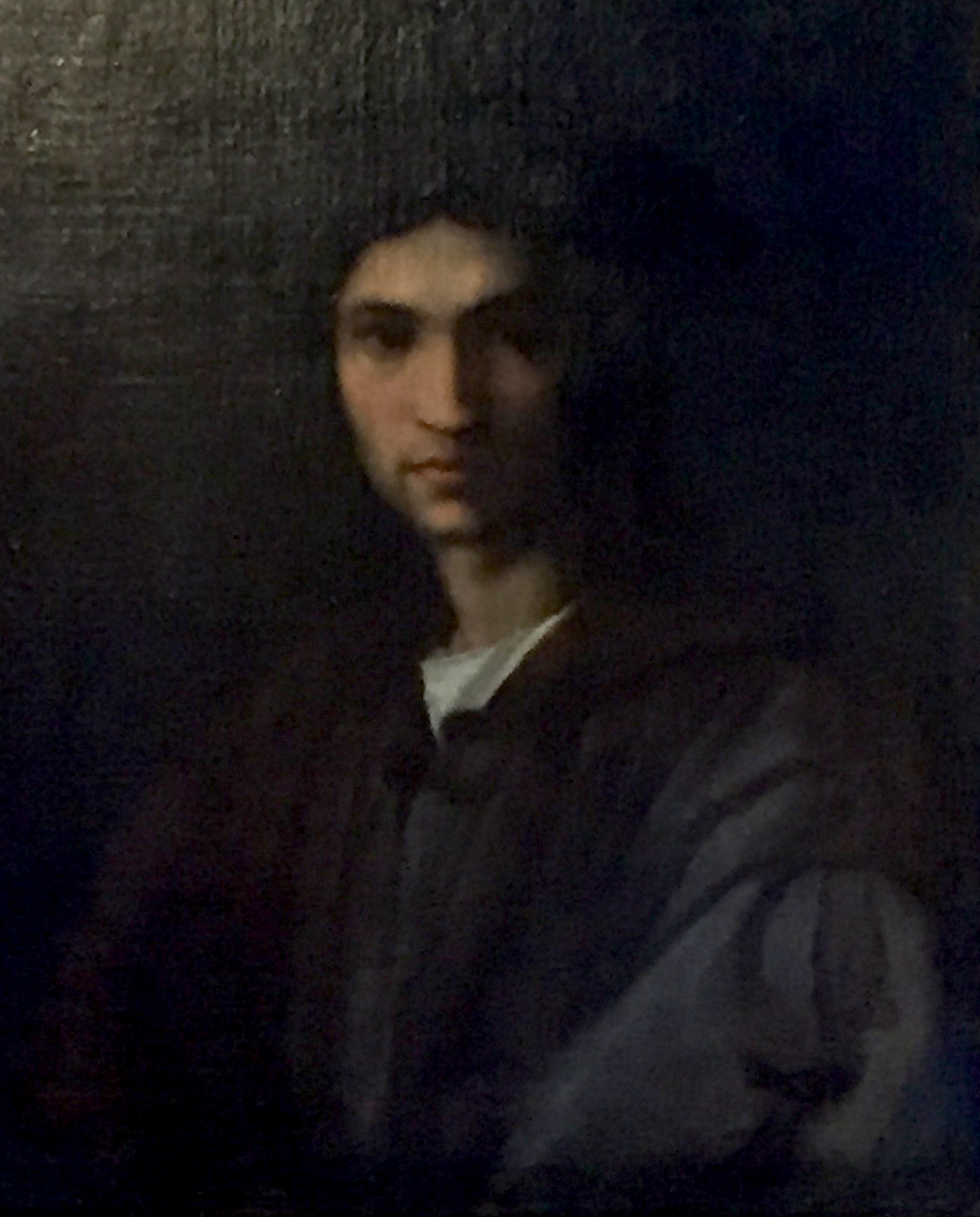
Baccio Bandinelli peint par Andrea del Sarto, copie des coll. du palais Pitti.

Les œuvres dans lesquelles l’émulation de Michel-Ange est plus marquée (Hercule et Cacus di Piazza della Signoria, 1534, Adam et Ève, déjà dans la cathédrale et aujourd’hui au Bargello, le Christ mort soutenu par Nicodème dans la basilique de la Santissima Annunziata) sont caractérisées par un gigantisme emphatique et structurellement faible ; d’autres sculptures plus autonomes, comme les reliefs du chœur de Santa Maria del Fiore, sont considérées comme son chef-d’œuvre.

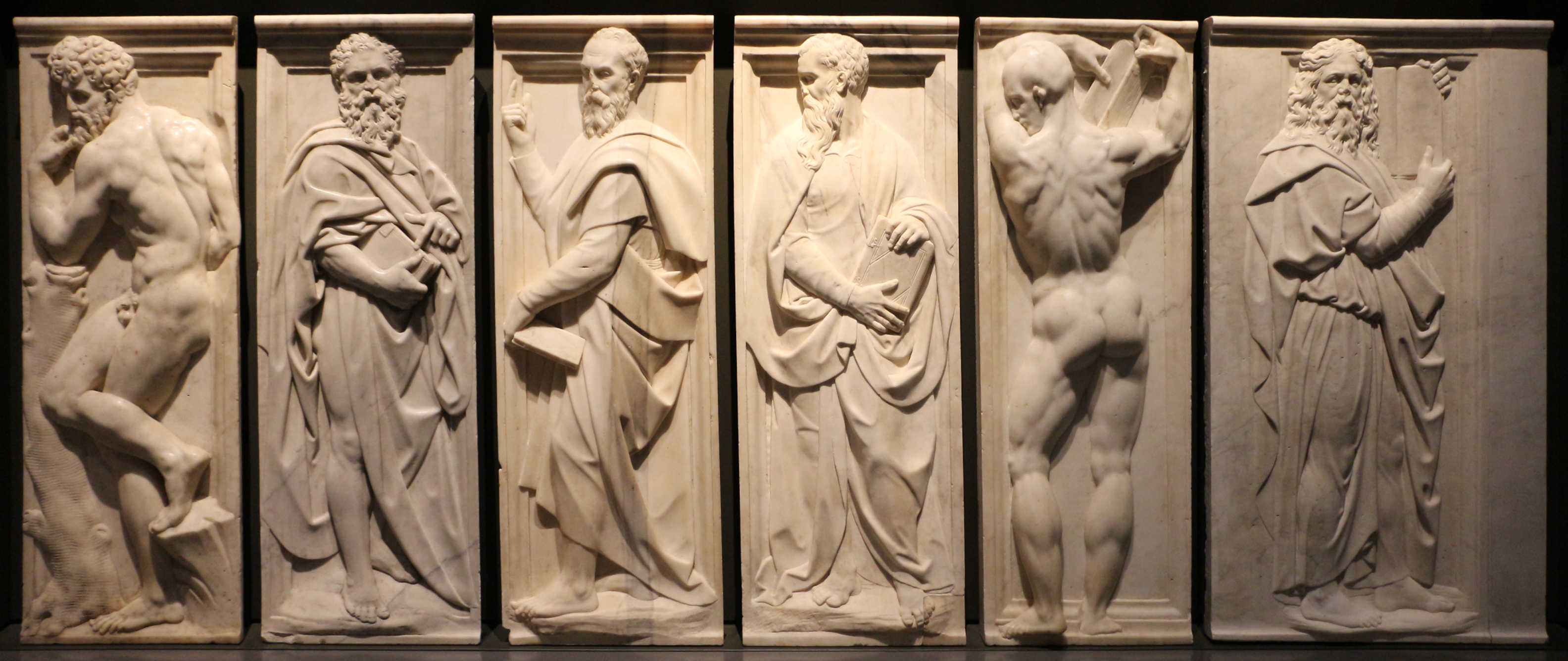
Bas-relief de personnages masculins dans le Choeur de Santa Maria Del Fiore.

## Œuvres
Sculpture
Attiré par la sculpture monumentale et les effets grandioses, Baccio Bandinelli cherche à rivaliser avec l'art de Michel-Ange, mais sans en montrer le même génie. Il a cependant exécuté des œuvres remarquables :
- le Saint Pierre de la cathédrale de Florence ;
- Hercule et Cacus, groupe colossal devant le Palazzo Vecchio[1] ;
- Orphée (1519), marbre, palais des Médicis, Florence
- Adam et Ève, 1551, marbre, Bargello, Florence ;
- les tombeaux des papes Léon X et Clément VII ;
- Neptune, 1558-1560, esquisse en cire, musée Fabre, Montpellier;
- La Flagellation du Christ, marbre, musée des Beaux-Arts, Orléans[2] ;
- une copie du Laocoon.
- Sculpture du panneau relatif à la Naissance de la Vierge pour le revêtement en marbre de la sainte Maison de Lorette en 1518.

Peinture
- Le Portrait de Michel-Ange, 1522, bois, 49 × 36 cm, au Musée du Louvre, lui est attribué.
- Autoportrait, 1525-1530, peinture à l'huile sur bois, 72,5 × 58,2 cm, Musée des Offices[3].

Dessin
Beaux-Arts de Paris :
- Tête de Laocoon[4], atelier de Baccio Bandinelli, plume, encre brune, H. 0,344 ; L. 0,278 m. Au verso : même tête à la plume, encre brune ; autre étude de face, à la plume, encre brune à droite ; croquis de personnage au crayon noir en haut à gauche. Étude probablement réalisée dans l'atelier de l'artiste et peut-être d'après l'œuvre du maître, pour la préparation d'une copie grandeur nature en marbre du Laocoon. Cette copie est une commande du pape Léon X pour le roi François Ier, elle ne fut jamais envoyée et est aujourd'hui conservée dans la Galerie des Offices à Florence. Le dessin de Bandinelli est centrée sur le visage du Laocoon[5].
- Homme nu, le corps de trois-quarts et la tête vue de profil[6], entourage de Baccio Bandinelli, pierre noire, H. 0,427 ; L. 0,250 m. Ce dessin correspond au type de feuilles autonomes exécutées d'après modèle vivant et sans doute destinées à la vente. Très probablement issue de la pratique d'atelier, cette feuille s'apparente à une variation assez réussie d'après une œuvre du maître de l'atelier, Bandinelli, réalisée par un élève ou un assistant. Elle peut être rapprochée d'une Académie à la sanguine réalisée par Bandinelli et conservée au British Museum à Londres. Ce dessin des Beaux-Arts trahit une influence très forte des figures masculines de Michel-Ange[7].
- Adam et Eve implorant l'Eternel[8], plume, encre brune, H. 0,435 ; L. 0,290 m. Etude préparatoire au premier projet de Bandinelli pour le décor du chœur du Duomo daté entre 1547 et 1548 à Florence. Cette étude se situe au début du cycle de quatorze compositions consacrées à différents épisodes de la Genèse. Elle est un magnifique témoignage de la virtuosité technique de l'artiste : destinée à être soumise au commanditaire, elle présente toutes les caractéristiques susceptibles de plaire. Vasari rassembla au moins sept feuilles de Bandinelli. Ce dessin de l'Ecole des Beaux-Arts était soigneusement consigné dans son célèbre Libro de' Disegni et fut doté d'une bordure décorée de cartouches enroulés et complété d'une annotation indiquant le nom de l'artiste[9].
- Le Corps du Christ porté par les saintes femmes[10], plume, encre brune, H. 0,277 ; L. 0,393 m. Commentaire ci-dessous[11].
- Le Christ pleuré par les saintes femmes[12], plume, encre brune, H. 0,267 ; L. 0,400 m. Ces deux feuilles, Le Corps du Christ porté par les saintes femmes et Le Christ pleuré par les saintes femmes sont assurément liées à la commande du chœur du Duomo. Elles mettent en scène deux moments consécutifs se rapportant, soit au second projet pour les bas-reliefs du soubassement consacré à la vie du Christ, soit au décor du maître-autel. Elles sont datées entre 1548 et 1553, selon qu'elles sont préparatoires pour l'un ou pour l'autre. Elles donnent toute la mesure de la puissance du style de la maturité de Bandinelli[13].
- Deux femmes conversant[14], entourage de Baccio Bandinelli (Giovanni Bandini ?), plume, encre brune et lavis brun, H. 0,337 ; L. 0,245 m. Au verso : Homme nu à la sanguine. La facture trahit quelques faiblesses techniques et des maladresses stylistiques, ce qui explique la remise en cause de son attribution à Bandinelli par Roger Ward en 1982. Le dessin rappelle davantage ceux de Giovanni Bandini. Il a énormément copié l'œuvre de son maître, Bandinelli, et cette étude pourrait en être un exemple. Bandinelli traite à plusieurs reprises des scènes de conversation, par exemple Femmes conversant et La Visitation, dessins conservés au musée du Louvre à Paris[15].

Mort en 1560, il n'a pas fait aboutir son projet de la fontaine de Neptune de la Piazza della Signoria que Bartolomeo Ammannati a réalisé plus tard.

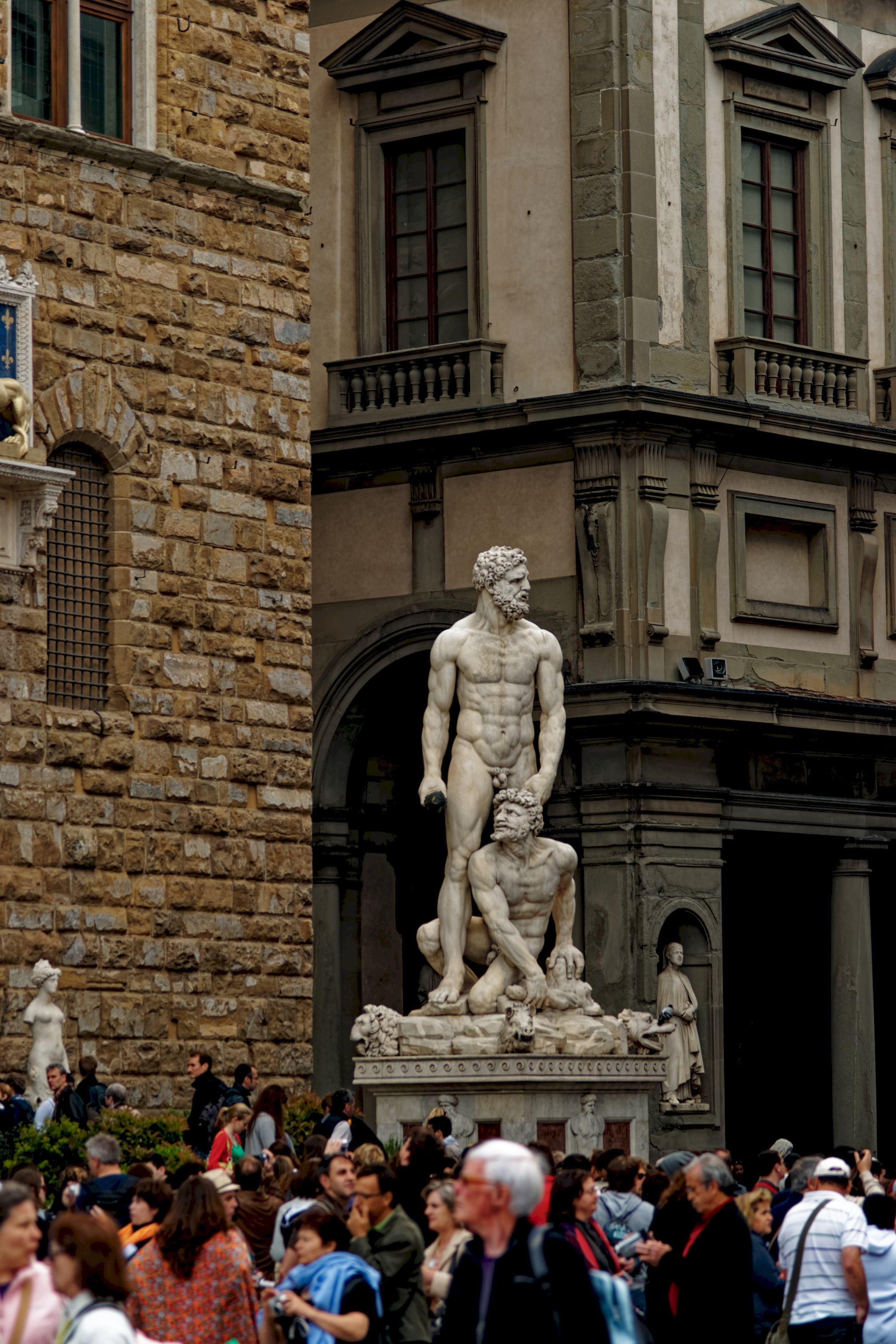
Hercules et Cacus, Piazza della Signoria à Florence, 1533.
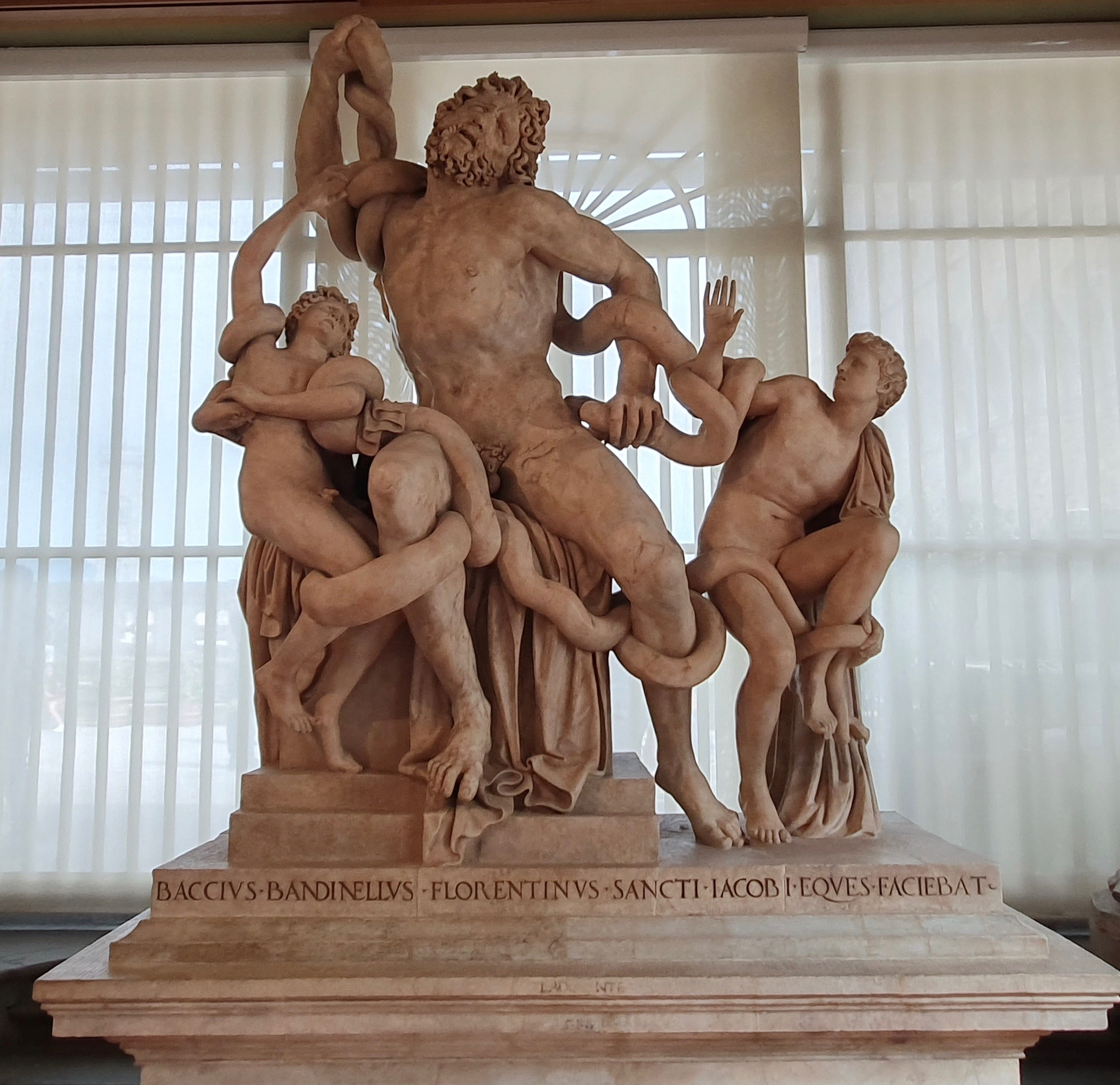
Reproduction du Laocoon.
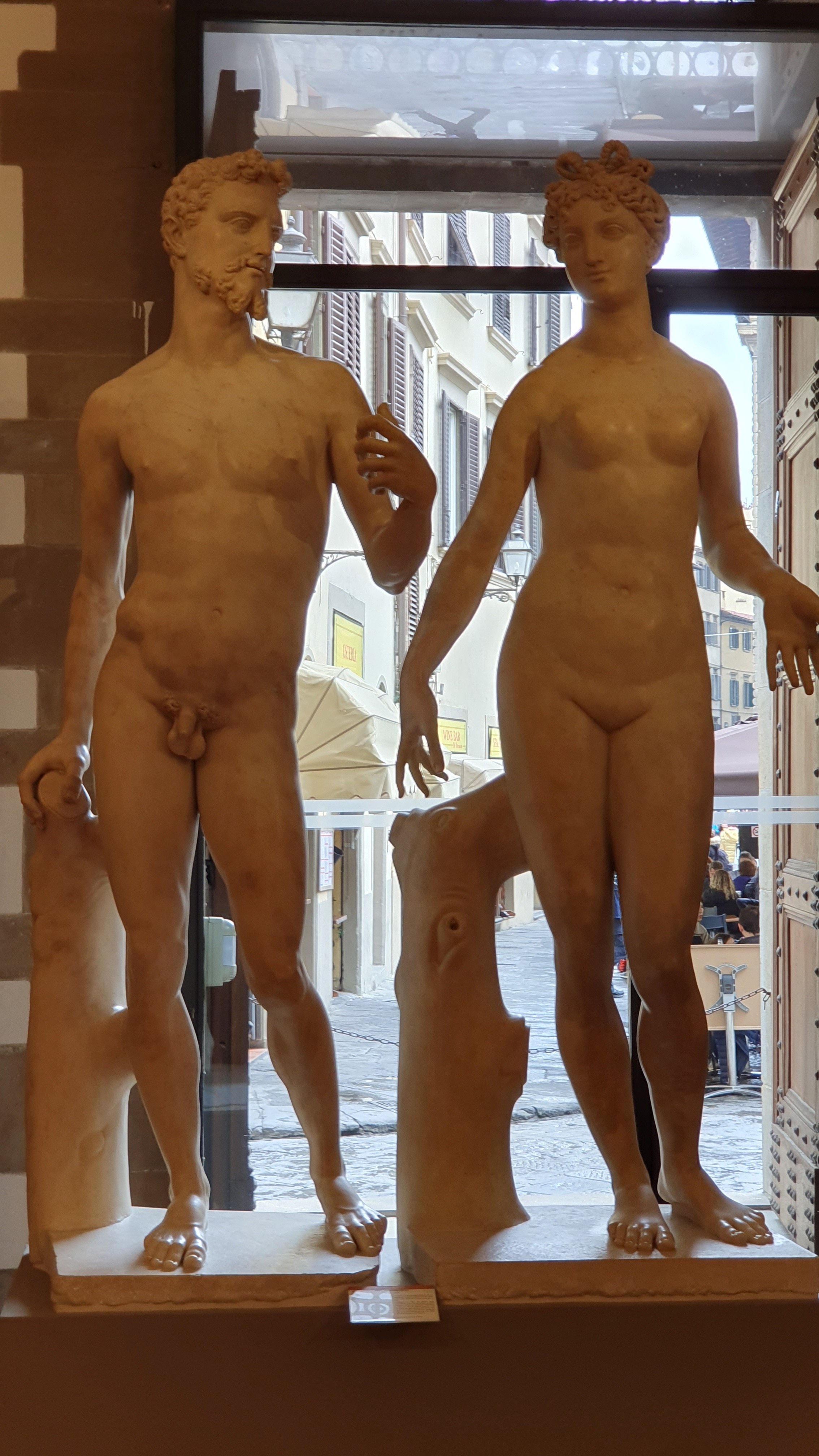
Adam et Eve au Musée du Bargello.
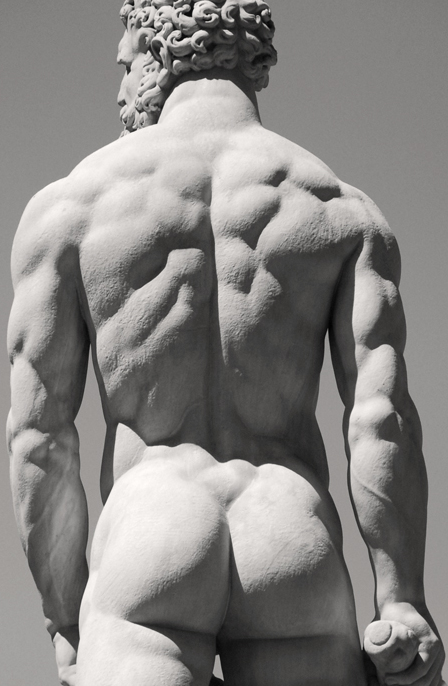
Dos de l'Hercule.
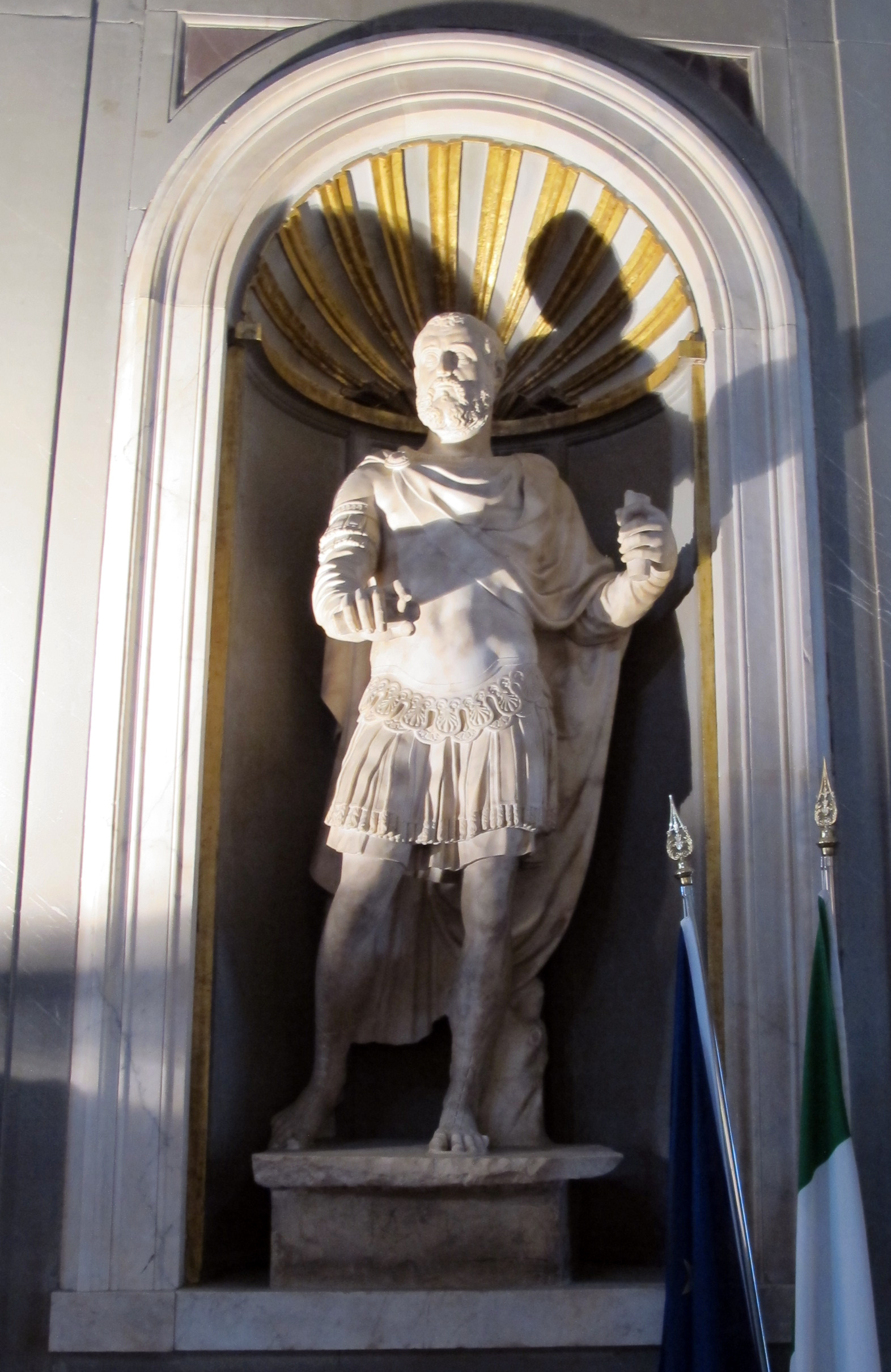
Cosimo.
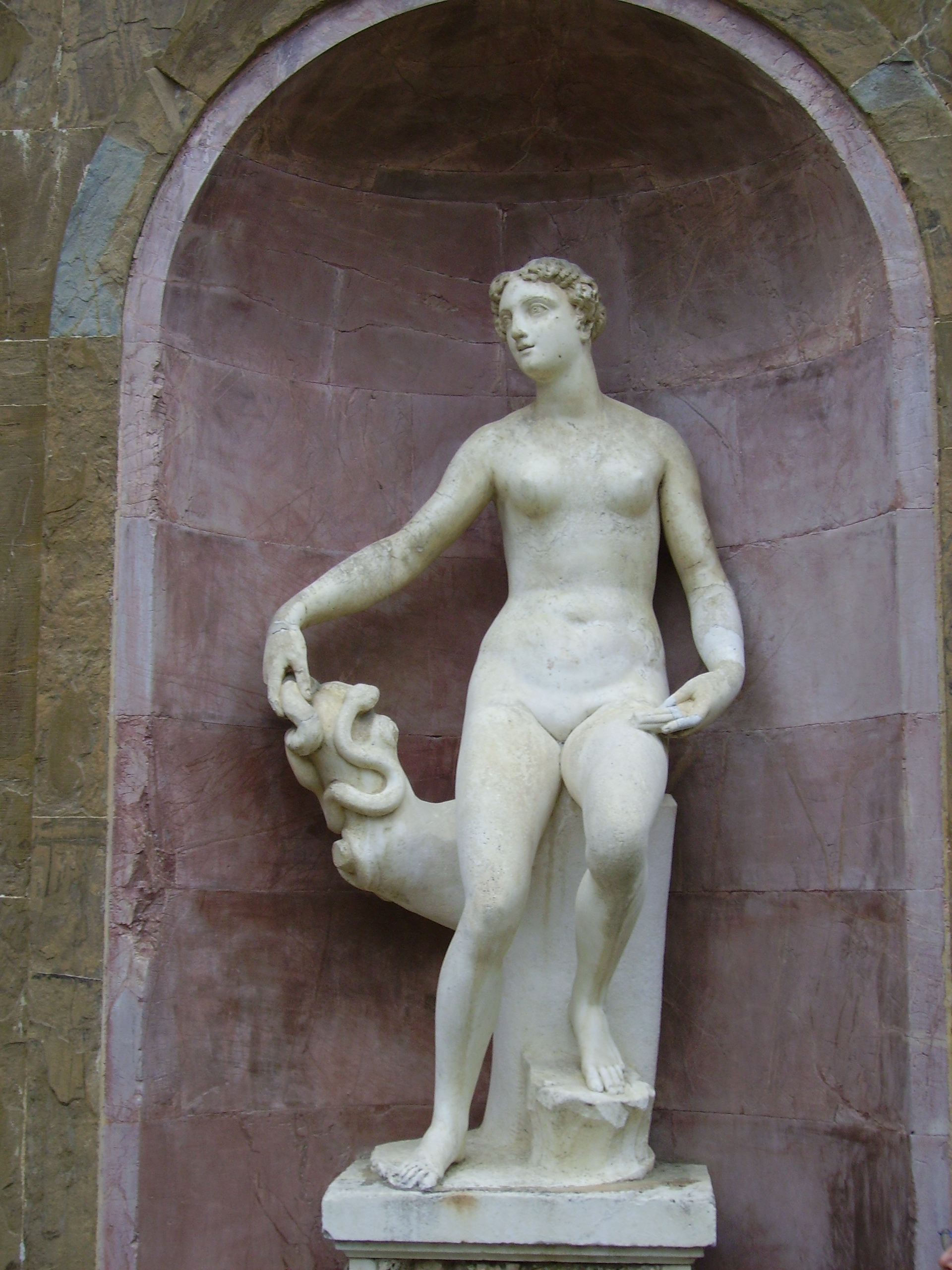
Sculpture des jardins de Boboli.
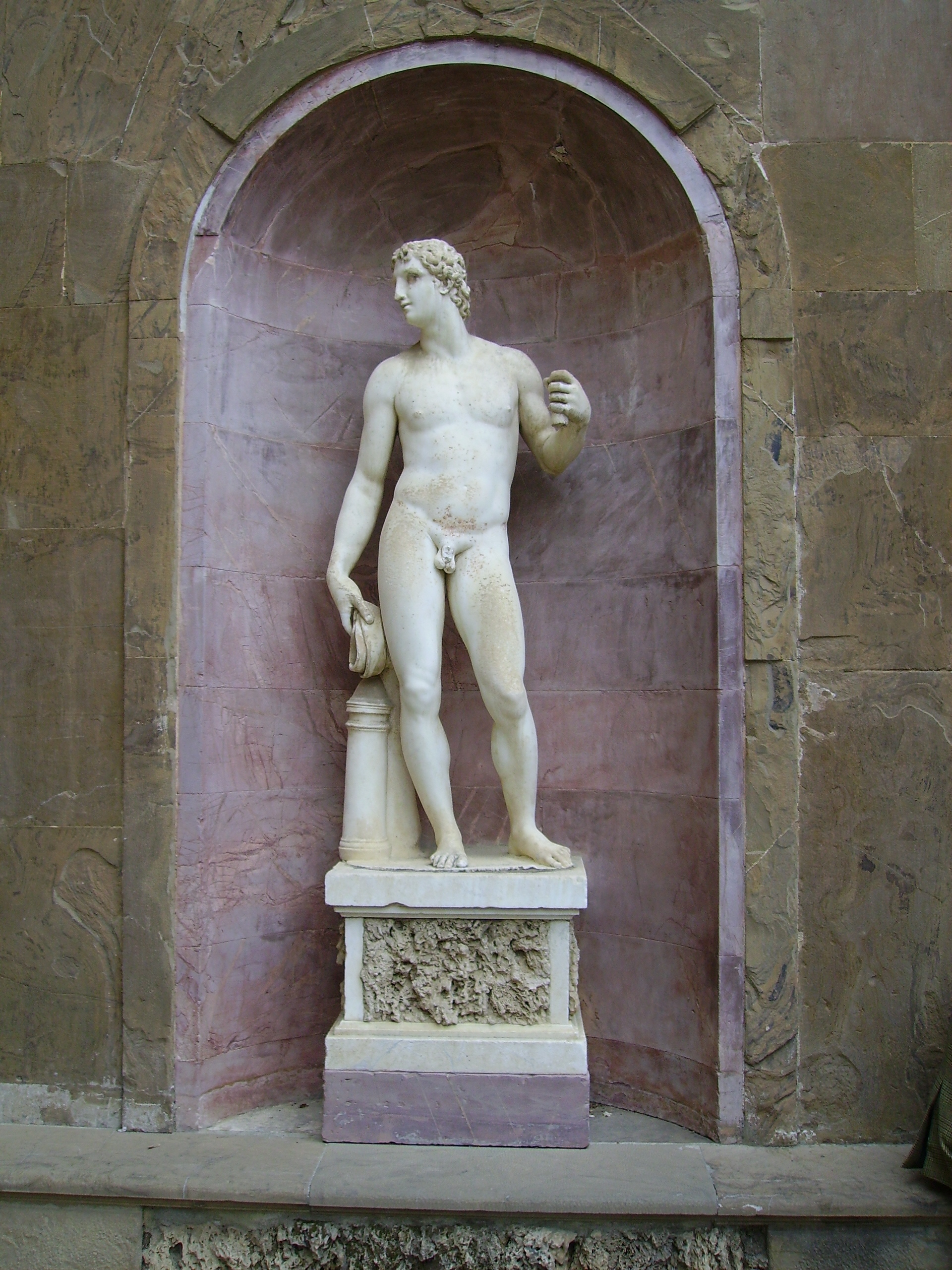
Sculpture des jardins de Boboli.
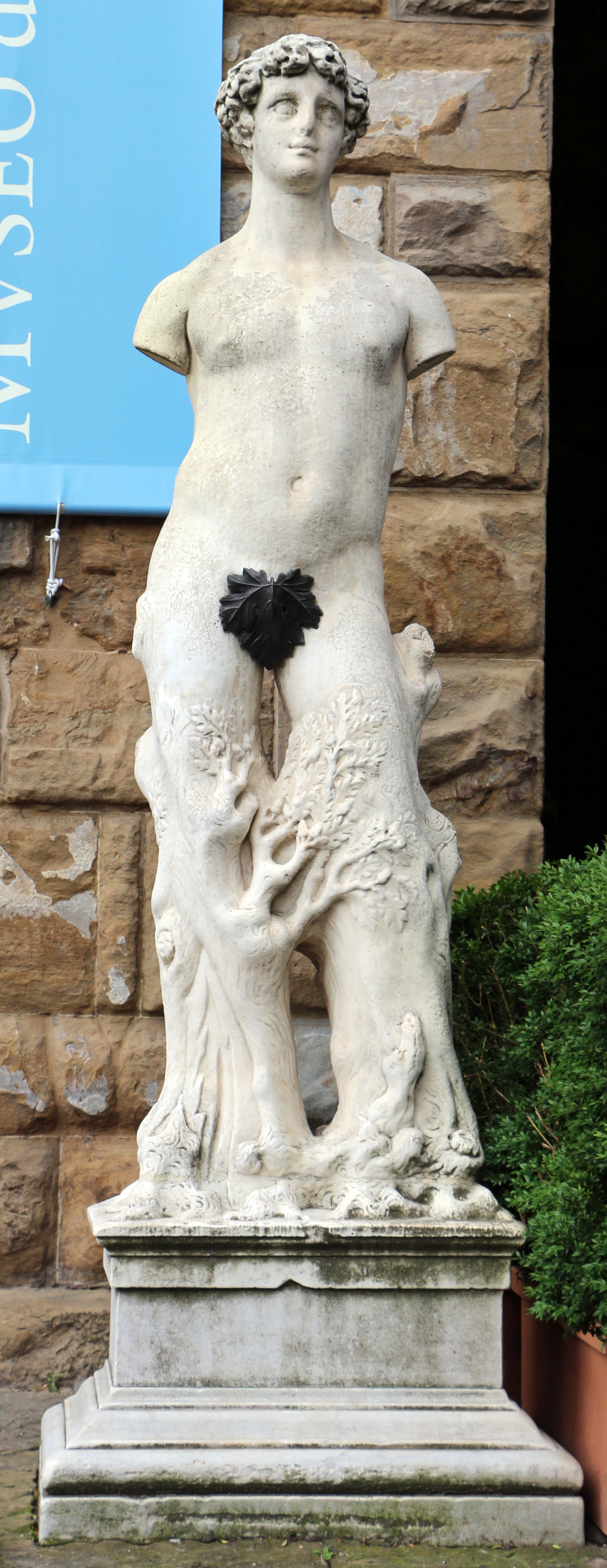
Terminus, 1542.
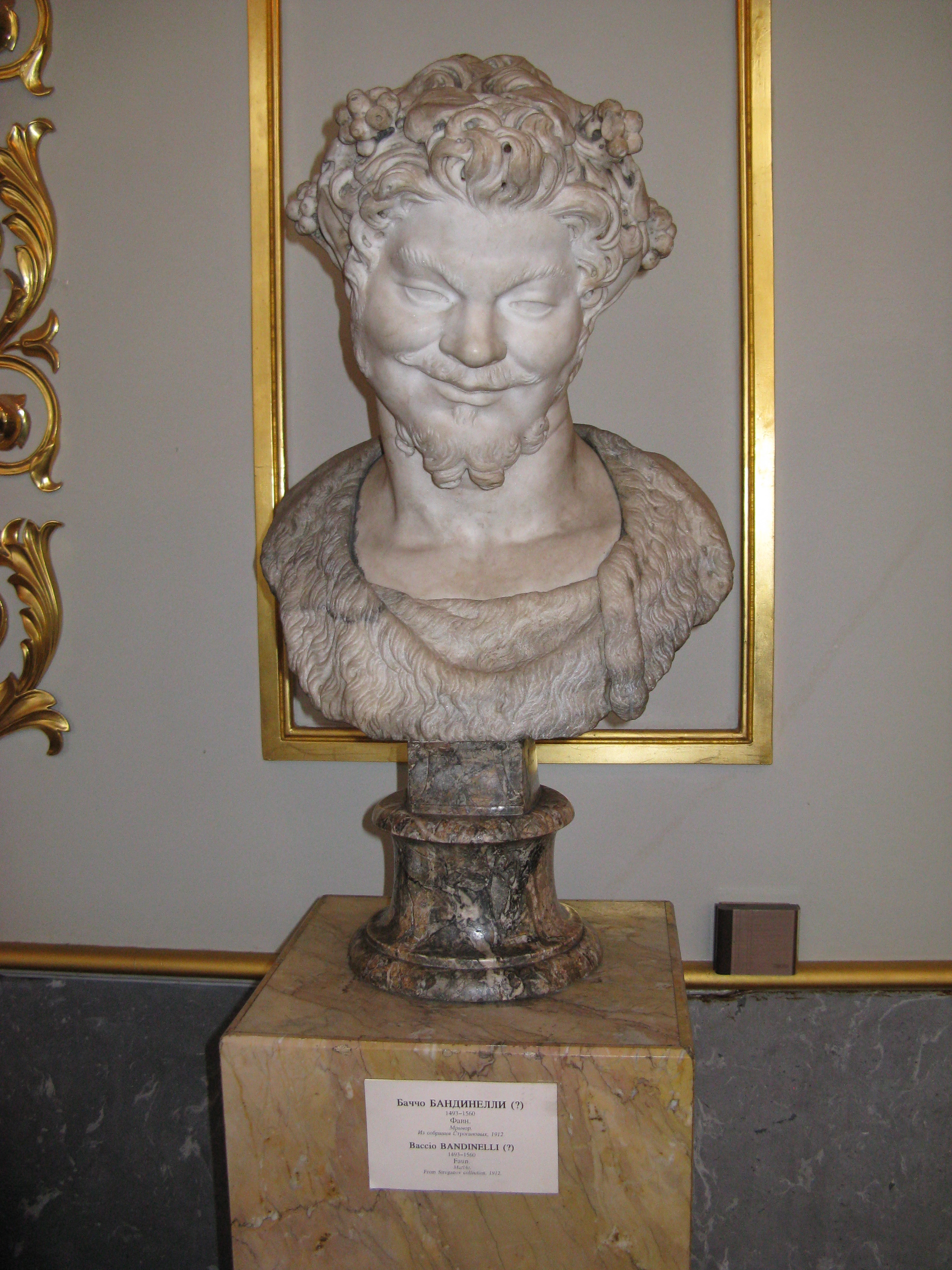
Faune, Musée de l'Hermitage.
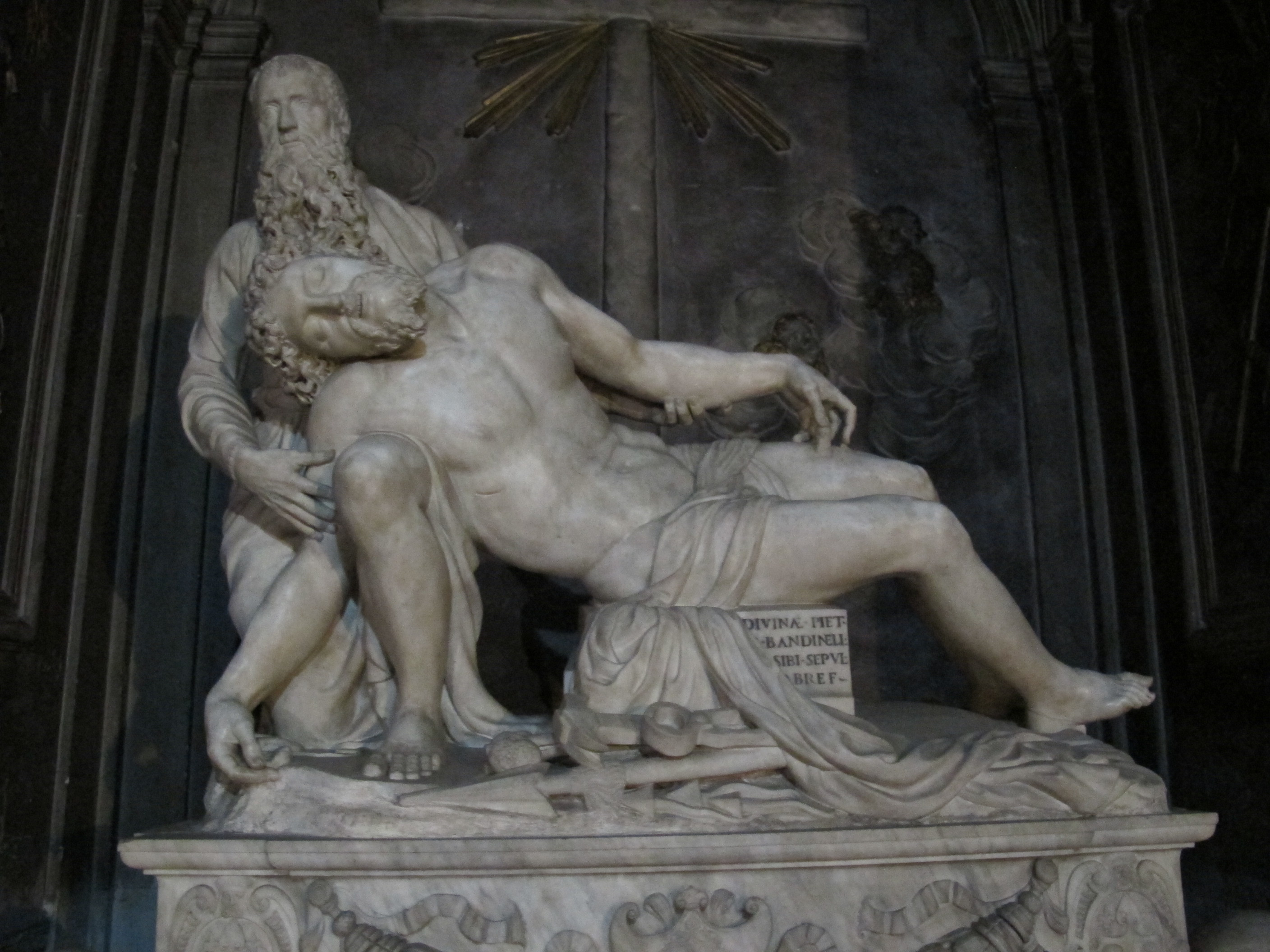
Pietà.